# 北見市立小泉小学校
北見市立小泉小学校（きたみしりつ こいずみしょうがっこう）は、北海道北見市にある市立小学校。

## 概要
開校当初から菊作りを職員、児童一体となり行い、毎年「きたみ菊まつり」への出品を行っている、市内唯一の学校である。09年度からは、従来の第6学年での取り組みを改め、クラブ活動として菊を作っている。

## 沿革
- 1968年3月 - 北見市立東小学校分教所の名称で建設を市議会決議。
- 1968年8月 - 第1期工事着工。
- 1969年2月 - 北見市立小泉小学校として正式認可される。2月1日を開校記念日と定める。
- 1969年4月 - 開校式。
- 1970年11月 - 校舎落成並びに開校祝賀会実施。
- 2005年4月 - 新校舎落成。

## 通学区域
- 小泉
- ひかり野1丁目から8丁目まで
- 柏陽町
- 並木町
- 文京町
- 曙町
- 田端町(東小学校の通学区域を除く全域)
- 春光町1丁目から8丁目まで [1]